# Удрякбашівська сільська рада
Удрякба́шівська сільська рада (рос. Удрякбашевский сельский совет) — муніципальне утворення у складі Благоварського району Башкортостану, Росія. Адміністративний центр — село Удрякбаш.

## Населення
Населення — 841 особа (2019, 998 у 2010, 1071 у 2002).

## Склад
До складу поселення входять такі населені пункти:
| Населений пункт     | Населення, осіб (2002) | Населення, осіб (2010) |
| ------------------- | ---------------------- | ---------------------- |
| Бузоулик, присілок  | 81                     | 84                     |
| Камишли, присілок   | 1                      | 3                      |
| Куллекул, присілок  | 148                    | 153                    |
| Талликуль, присілок | 117                    | 88                     |
| Удрякбаш, село      | 570                    | 540                    |
| Хайдарово, присілок | 6                      | 0                      |
| Шамеєво, присілок   | 94                     | 87                     |
| Яланкуль, присілок  | 54                     | 43                     |
| Япаркуль, присілок  | 0                      | 0                      |